# Iassus leucospilus
Iassus leucospilus är en insektsart som beskrevs av Walker 1851. Iassus leucospilus ingår i släktet Iassus och familjen dvärgstritar. Inga underarter finns listade i Catalogue of Life.